# Pest (ciutat)
|  | Per a altres significats, vegeu «Pest». |

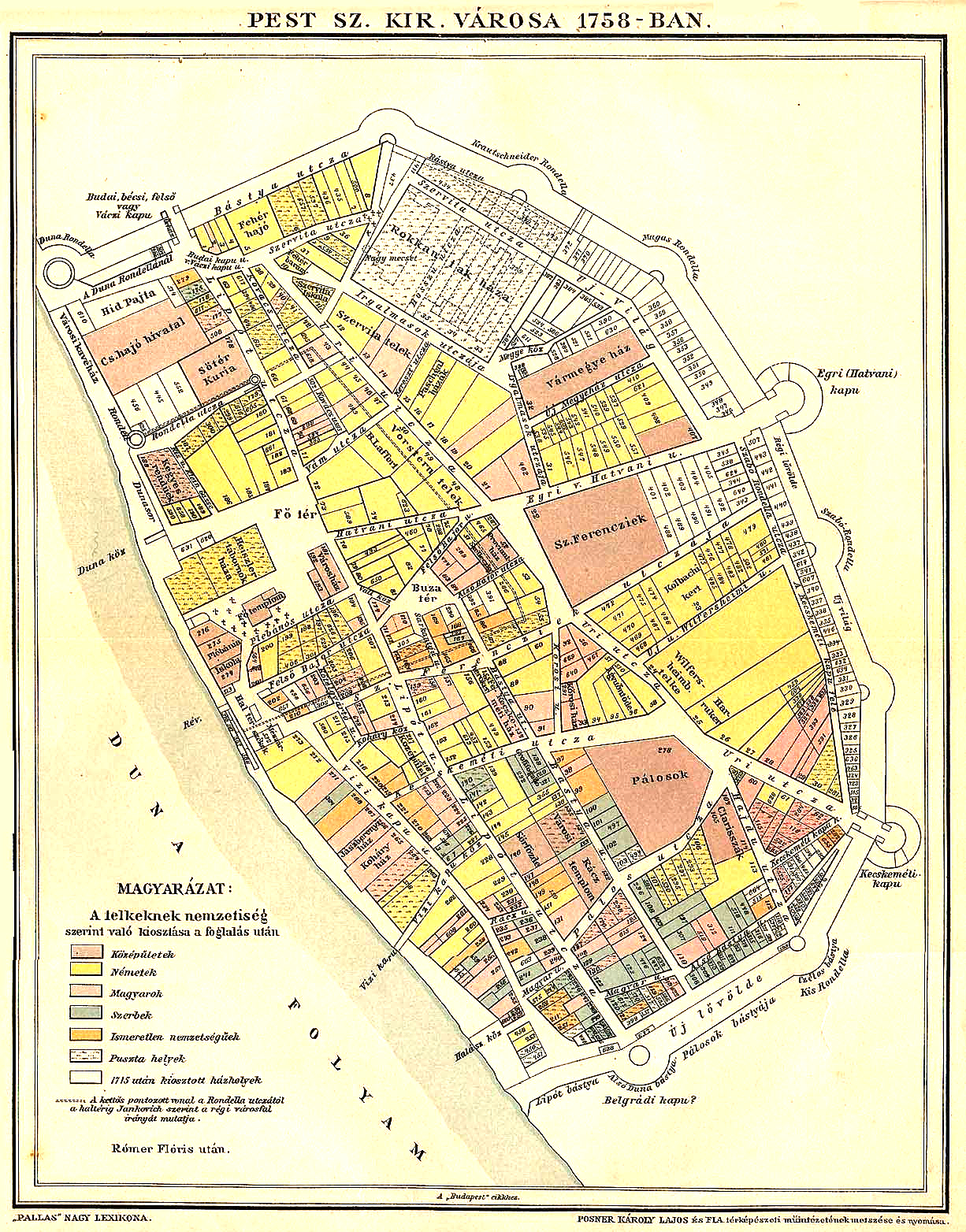
Plànol de Pest el 1758

Pest fou una antiga ciutat d'Hongria, que fou vila autònoma fins a la conquesta otomana a mitjan segle xvi. Llavors va agafar el nom de Peshte i fou capçalera d'una nahiye del sandjak de Budin i de la província de Budin (la nahiye més gran de la divisió administrativa).
Pest era una ciutat antiga, anterior a Budin (Buda), i estava poblada majoritàriament per alemanys. Amb la invasió mongola de 1241-1242 es va construir el castell de Buda, a l'entorn del qual va sorgir la ciutat del mateix nom (inicialment anomenada Nova Pest). Amb el temps Buda va eclipsar Pest; els alemanys van emigrar a la nova ciutat, i això no obstant Pest encara tenia uns 7.500 habitants al final del segle xv. Estava emmurallada i rodejada d'una rasa amb aigua. Va caure en mans dels otomans sense lluita el 1541. El 1542 l'exèrcit imperial, comandat per l'elector de Brandenburg Joaquim, va intentar reconquerir-la però fou rebutjat. El 1602 fou altre cop assetjada pels imperials i conquerida el 6 d'octubre; els imperials la van conservar fins a mitjan 1604. El 30 de juny de 1684 els imperials de Carles de Lorena van ocupar la fortalesa abandonada pels turcs, però al cap de quatre mesos, després de fracassar davant Budin, els otomans van recuperar Pest. El duc de Lorena la va reconquerir definitivament després d'un setge entre 17 juny - 2 setembre 1686. Durant el domini otomà la població era majoritàriament hongaresa i havia disminuït durant el seu govern. El 1546 hi havia uns 700 cristians i el 1590, uns 400. El nombre de soldats musulmans oscil·lava entre 750 i 1.500 i el de civils no es coneix, però era baix, per tant la població no va sobrepassar els 2.500 homes, o tres mil com a màxim.
El 17 de novembre de 1873 es va unir a Buda i Óbuda per formar l'actual capital hongaresa, Budapest.